# Томилін Сергій Аркадійович
Сергій Аркадійович Томилін (17 жовтня 1877, Сувалки — 19 липня 1952, Київ) — український лікар-гігієніст, санітарний статистик, демограф та історик медицини, фітотерапевт.

## Біографія
Народився 17 жовтня 1877 року в місті Сувалки (нині територія Польщі). Син військового юриста. 
Закінчив гімназію у м. Рига (1895) і того ж року вступив до Петербургської Військово-медичної академії. У 1899 році студентом четвертого курсу поїхав до Німеччини, де з метою навчання відвідував клініки Кенігсберзького та  Гейдельберзького університетів. Ця поїздка суттєво вплинула на формування С. А. Томиліна, як майбутнього соціал-гігієніста.
Повернувшись до Петербурга, дізнався про своє виключення з Військово-медичної академії за політичними мотивами, але зміг продовжити медичну освіту в Московському університеті, який закінчив в 1901 році. 
Після закінчення університету працював ординатором психіатричної лікарні в Ризі, помічником лікаря в м. Ліда, епідеміологом в Лідському та Віленському повітах Віленської губернії. Під час російсько-японської війни – служив на Далекому Сході.
Після закінчення війни повернувся до цивільної роботи і працював лікарем у Вільно. Не полишав він і свої прагнення в підвищенні власної професійної майстерності та розвитку медицини на користь суспільства. В 1906 році здав державні іспити в Новоросійському університеті в Одесі і отримав диплом «лікаря з відзнакою», після чого працював земським лікарем у Криму. У 1908 - 1913 роках був санітарним лікарем в м. Олександрівськ (тепер Запоріжжя), де брав участь в боротьбі з епідеміями скарлатини і висипного тифу. 
За роботу по боротьбі з холерної епідемією в Катеринославській губернії в 1910 році нагороджений орденом Святого Станіслава 3-го ступеня. Період роботи в Олександрівському повіті і Катеринославі був дуже продуктивним. У ці роки науковець починає розробку проблем санітарної статистики та демографії. 
Наприкінці 1913 року на нараді санітарних лікарів Сергій Аркадійович був обраний другим помічником завідувача санітарним відділом Катеринославського губернського земства, в обов'язки якого входила наукова розробка всіх санітарно-статистичних матеріалів, зібраних земськими лікарями губернії. За період роботи в Олександрівську Сергій Аркадійович сформувався як прогресивний санітарний діяч, епідеміолог і соціальний гігієніст, написав 15 наукових робіт. 
Під час Першої світової війни служив на Західному і Південно-Західному фронтах.
З кінця 1917 року працював санітарним лікарем армії, потім начальником санітарної частини 7-ї армії. У 1919–1920 роках був завідувачем статистичним відділом Народного комісаріату охорони здоров’я УРСР і членом наукової підкомісії Чрезсиптифкомісії.
З 1922 по 1930 роки очолював статистичний відділ Наркомату охорони здоров’я УРСР. Як керівник цього відділу, він фактично організував відомчу санітарну статистику в Україні, а в 1926–1929 роках публікував єдині в той час звіти про діяльність органів охорони здоров’я і санітарний стан республіки .
Керуючи санітарною статистикою України, С.А. Томилін відряджається в Берн, Женеву, Амстердам, Берлін (вересень 1924 – січень 1925 рр.) на курси по санітарній статистиці. 
Під керівництвом С.А. Томиліна, завідувача статистичним відділом Наркомату охорони здоров’я УРСР, і О.М. Марзєєва, який очолював санітарно-епідеміологічний відділ відповідного Наркомату, в 1923 році було проведено вибіркове обстеження сільського населення УРСР. Зібрані матеріали були оброблені в статвідділі під керівництвом науковця, проаналізовані та описані ним в роботі «Матеріали про соціально-гігієнічний стан українського села». Ця монографія мала вкрай важливе значення для становлення та розвитку соціально-гігієнічних досліджень в нашій країні та отримала високу оцінку санітарного відділу Ліги націй і була видана в Женеві французькою мовою. 
З ініціативи С.А. Томиліна в 1923 році в Харківському медичному інституті (ХМІ) створюється одна з перших кафедр соціальної гігієни.
В 1926 році Сергій Аркадійович отримує звання професора. 
На кафедрі соціальної гігієни ХМІ працює з дня її організації (27 жовтня 1923 р.), а в подальшому очолює її (1925–1931 рр.). У 1932–1934 роках завідував аналогічною кафедрою в одному з вищих навчальних закладів, які увійшли в 1936 році до складу 2-го Харківського медичного інституту.
В 1936 році  науковцю була присуджена ступінь доктора медичних наук honoris causa.
Окрім того, С.А. Томілін завідував секцією соціальної гігієни у складі науково-дослідної кафедри соціальної гігієни при ХМІ. Одним з питань, якими займалася секція соціальної гігієни, було вивчення біологічних факторів дитячої смертності. В рамкаї її роботи було визначено вплив на дитячу смертність віку матері, порядкового числа народжень, інтервалу між двома послідовними народженнями. Виявилося, що найбільш високою дитяча смертність була серед дітей, народжених молодими жінками (до 19 років). Серед першонароджених дітей смертність є дуже високою, мінімальна вона у дітей, народжених другими, а потім знову зростає. Різке підвищення смертності спостерігається у дітей, які народилися не пізніше ніж через один рік після попередніх пологів. Ці дані були проаналізовані С. А. Томиліним в монографії «Соціально-гігієнічна оцінка дитячої смертності». 
У 1926 році, серед інших визначних вчених України, С. А. Томилін увійшов до складу  Вченої медичної ради при Наркомздраві УРСР.
Науковець активно працював і в бюро секції соціальної гігієни, створеної при Харківському науковому медичному товаристві в березні 1927 року.

В 1930 році Сергій Аркадійович завідував  відділенням соціальної гігієни та патології в Українському інституті охорони материнства і дитинства, в 1930–1934 роках – соціально-гігієнічним сектором Українського інституту харчування в Харкові.

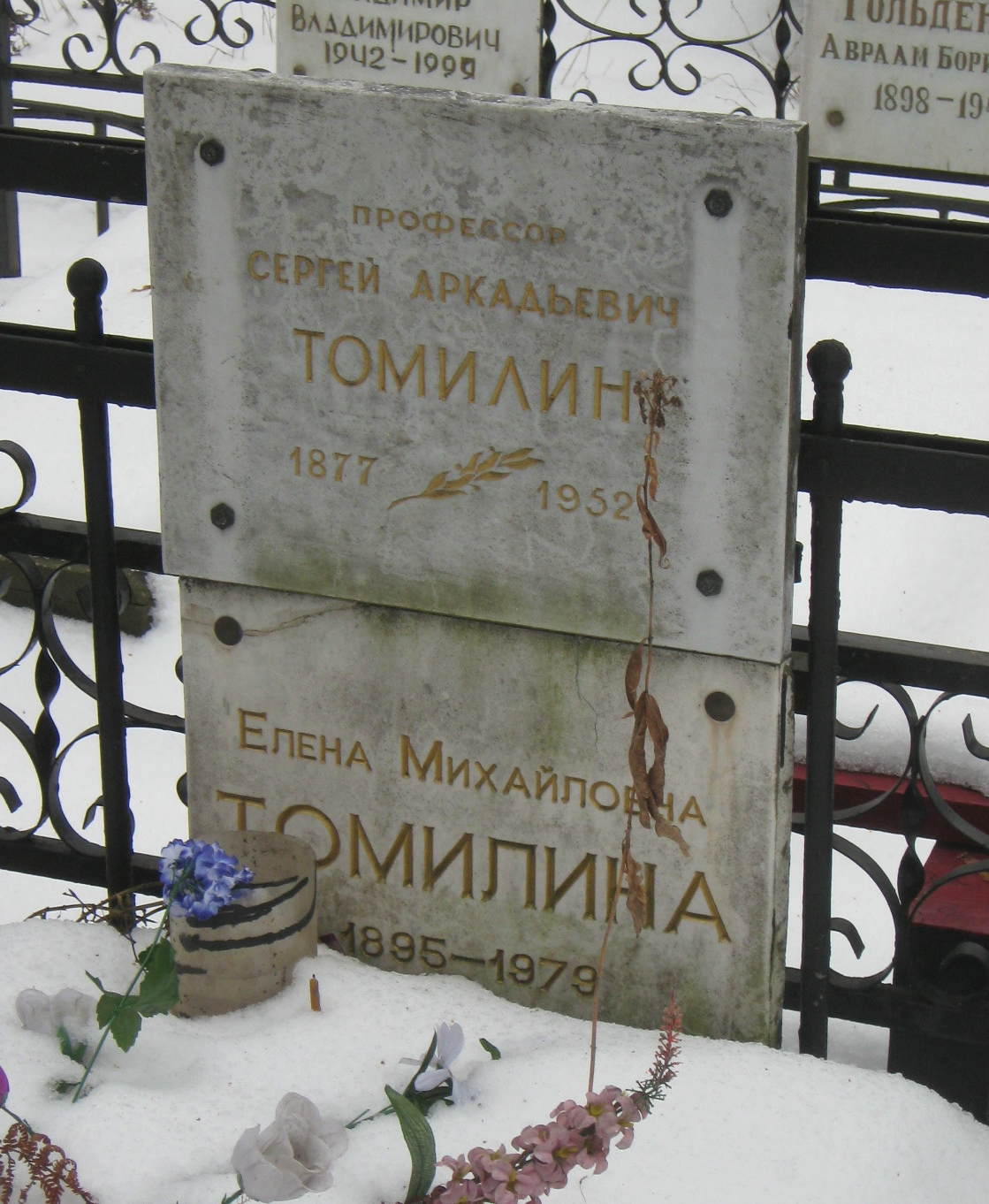
Могила Сергія Томиліна

В 1934 році С. А. Томилін переїхав до Києва, де його праця також була пов’язана з практичною та науковою діяльністю у сфері соціальної гігієни та санітарної статистики. Так, в 1934–1936 роках він очолював сектор захворюваності і був дійсним членом Всеукраїнського інституту соціалістичної охорони здоров’я; в 1934–1938 роках – старшим науковим співробітником Інституту демографії та санітарної статистики АН УРСР; в 1938–1940 роках – завідувачем відділом вивчення захворюваності Українського науково-дослідного бюро санітарної статистики та одночасно (1935–1945) завідувачем відділом статистики Українського НДІ туберкульозу і статистичним відділом Українського інституту епідеміології та мікробіології (1936–1941). В 1944 році С. А. Томілін був призначений членом Центральної науково-методичної санітарно-статистичної комісії Наркомату охорони здоров’я СРСР. З 1945 по 1952 рік завідував статистичним відділом Українського інституту епідеміології та мікробіології. 
Останні роки життя С.А.Томиліна були затьмарені сліпотою.  Він страждав на глаукому, а у 1950 році протягом двох тижнів зір різко погіршав. Він важко це переживав, але знайшов в собі сили та до останнього дня життя займався науковою роботою. Останні роки життя захоплювався фітотерапією.
Помер 19 липня 1952 року у Києві. Похований в Києві на Лук'янівському цвинтарі
(ділянка № 13-1, ряд 4, місце 8).

## Наукова робота
Автор понад 100 праць, присвячених вивченню стану населення України, питанням поширення венеричних хвороб, дитячої смертності, соціальній медичній профілактиці тощо; у тому числі низка монографій та посібників для сільських лікарів. 

### Праці
- «Спроба санітарного опису України» (1928);
- «Аборти на Україні» (1928,  у співавторстві з М. Шрейдером);1930
- Томилин С.А. Материалы о социально-гигиеническом состоянии украинской деревни. Харьков (1924);
- Томилин  С.А. Социально-гигиеническая оценка детской смертности. Харьков: Научная мысль (1930);

- Томилин С.А. Социальная патология и клиническая медицина. Проф. Медицина (1922);
- Томилин С.А. Учение об органическом капитале, как основа медицинского мировоззрения. К.: Изд-во НКЗдрава, 1919.
- Томилин  С.А.  Социальная гигиена и место ее в системе медицинского знания. Проф. Медицина 1925.
- Томилин  С.А.  Венерические болезни в окружных городах Украины в 1927 г. Харьков: ЦСУ УССР, 1928.
- Томилин  С.А.  Биологические элементы в  социальной гигиене. Проф. Медицина 1922.
- Томилин С.А. Профилактика и экономика. Томилин С.А. Демография и социальная гигиена. М.: Статистика, 1973.
- Томилин  С.А. Производительность народного труда и профилактические задачи. Проф. Медицина 1926.
- Томилин  С.А. Социально-медицинская профилактика (Теоретическое обоснование и практическая постановка). Харьков: Госмедиздат УССР, 1931.
- Томилин  С.А.  Аборт в связи с  генеративной функцией женщины. Томилин С.А.  Демография и  социальная гигиена. М.: Статистика, 1973 тощо.

Монографія про соціально-гігієнічний стан українського села набула високої оцінки Ліги Націй.
С.А.Томилін вперше:
- Ввів в науковий термін "економіка населення", розкрив його демографічне та соціально-економічне значення;
- Здійснив ;дослідження з проблем народжуваності та смертності, шлюбу та сем'ї, стану здоров'я населення, демографічної поведінки, проблем захворюваності та покращення надання медичної допомоги населенню, розкрив соціальні аспекти генетики людини;
- Склав перший санітарний опис України;
- Вперше в вітчизняній демографії підняв питання щодо якості життя населення та необхідності виховання серед населення "бажання здоров'я";
- Зробив соціально-гігієнічний аналіз абортів в Україні;
- Очолив одне з перших в світовій практиці досліджень думки щодо оптимального розміру родини (1927), близьке за смислом до виявлення бажаної кількості дітей в родині.

Разом з Олександром Микитовичем Марзєєвим  Сергій Аркадійович був ініціаторами створення журналу «Профілактична медицина». С.А.Томилін володів 8 мовами. Його розробки лягли в основу перебудови військово-санітарної служби Червоної Армії в передвоєнні та подальші воєнні роки.

## Родина
батько  Аркадій Томилін - військовий юрист
перша дружина Віра Томиліна-Петрашень - працювала медичною сестрою, дата смерті невідома.
друга дружина Олена Михайлівна Томиліна-Туркевич - вчителька.
прийомний син Валентин - загинув під час другої світової війни.
дочка: Світлана Аркадіївна Томиліна-Васнецова - кандидат біологічних наук - дружина інженера, перекладача технічної літератури з чеської мови Васнецова Віктора Михайловича (помер в 1991 р.), онука видатного художника Васнецова Віктора Михайловича.
онук Михайло Вікторович Васнецов  - інженер-оптик, професор, доктор фізико-математичних наук.

## Нагороди
Орден Святого Станіслава 3-го ступеня з мечами та двічі орденом Святої Анни 3-го ступеня.